# 역전에 산다
"역전에 산다"(영어: Reversal Of Fortune)는 2003년 대한민국의 영화이다.

## 줄거리
어릴 적 천재 스포츠맨의 삶을 포기하고, 지금은 파산직전 불량인생을 살고 있는 증권사 영업사원 강승완. 어느 날 승완은 정체 모를 터널 속에서 자신과 똑같이 생긴 한 남자와 맞부딪친다. 터널 끝에서 정신을 차린 승완에게 주변 사람들은 갑자기 그를 세계적인 스포츠 스타 강승완이라며 사인을 구걸하고, 이후 예측불허의 사건이 이어지면서 승완의 좌충우돌 인생 역전이 벌어진다.

## 캐스팅

### 주.조연
- 김승우 - 승완
- 하지원 - 지영
- 강성진 - 대식
- 김성겸 - 승완 아버지
- 이한위 - 동춘

### 특별출연
- 임창정-경찰관
- 하일성-해설가
- 이진성
- 맹준호
- 김도형-카메라 맨 역

### 우정출연
- 박광정 - 맹부장(우정출연)
- 이문식 - 마강성(우정출연)
- 고호경 - 선주

### 단역
| - 전수경-제니 역 - 김훈-재석 역 - 유나영-승미 역 - 임유진-마리타 역 - 이지수-승완캐디 역 - 전국향-마마 역 - 구혜령-라면집주인 역 - 이훈성-호덕 역 - ANDY-빌잭슨 역 - 손규식-조장관 역 - 김경룡-경찰 역 - 신신범-수위 역 - 남궁호-우체부 역 - 이한규-관리인 역 - 김도형-카메라 맨 역 | - 박솔-기자 역 - 서상원-기자 역 - 임현민-기자 역 - 최인규-아파트남 역 - 김진원-빌잭슨캐디 역 - 이장호-아파트경찰 역 - 황인준-아파트경찰 역 - 김영준-동료직원 역 - 이충모-동료직원 역 - 정호진-어린승완 역 - 최용현-어린대식 역 - 하승리-공원아이 역 - 남민정-혜미 역 - 김지현-혜강 역 - 이호우-목소리 출연 |